# 陳相 (天順進士)
陳相（1420年—？），字廷輔，浙江金華府金華縣人，明朝政治人物。同進士出身。

## 生平
景泰四年（1453年）癸酉科浙江鄉試第六十七名。天順四年（1460年）庚辰科會試第一百二十名，殿試登進士第三甲第六十八名。

## 家族
曾祖父陳子壽。祖父陳叔義。父亲陳文達。